# 約瑟夫·蘇拉爾
約瑟夫·蘇拉爾（1990年5月30日—2019年4月29日），捷克前职业足球運動員，司職前鋒。生前最後效力土超球隊阿蘭亞斯堡，此前亦曾效力過捷甲球隊利貝雷茨足球俱樂部。他曾代表捷克國家足球隊出戰2016年歐國盃決賽周，他一共為國家隊上陣20次，收獲一球。
2019年4月29日，蘇拉爾完成土超對卡塞利體育的賽事，與隊友由開塞利乘坐私人巴士返回阿拉尼亞途中，在阿蘭亞以南地區發生撞車意外，他頭部及身體多處嚴重斷裂不幸喪生。

## 外部連結
- Guardian Football，存档于（存檔日期 2012-05-29）
- Soccerway資料庫：約瑟夫·蘇拉爾